# Hubert Jedin
Hubert Jedin (Grossbriesen, Silesia, 7 de junio de 1900 - Bonn, 16 de julio de 1980) fue un historiador, sacerdote y escritor alemán que dedicó la mayor parte de sus estudios a la investigación sobre la historia de la Iglesia católica, en especial modo sobre los concilios ecuménicos, particularmente el Concilio de Trento. Su obra más famosa es el Manual de historia de la Iglesia en diez volúmenes, de 1975, de la cual fue coautor y coordinador, valiéndose de la colaboración de algunos importantes historiadores de su época.

## Biografía

### Origen y formación
Hubert Jedin nació en la pequeña población de Grossbriesen, en la región de Silesia, territorio hoy polaco que para la época pertenecía al Imperio Alemán, en el seno de una familia católica. Sus padres fueron Juan Jedin y Emma Ziegler.
Desde 1918 inició sus estudios en teología pasando por las universidades de Múnich, Friburgo y Breslau. En esta última fue ordenado sacerdote en 1924. En 1925 se doctoró como historiador de la iglesia con la tesis sobre Johann Cochlaeus.
Estudió en los Archivos Vaticanos entre 1926 y 1930, donde escribió la biografía de Girolamo Seripando. Durante su estancia en Roma ejerció como capellán del Campo Santo Teutónico.

### Trabajos y vicisitudes
Hubert Jedin fue profesor de historia eclesiástica en la Facultad de Teología católica de la Universidad de Breslau hacia 1933. Pero tuvo que dejar la cátedra cuando Hitler asumió el poder en Alemania, ya que por ser descendiente judío tuvo que huir a Roma. En la ciudad Eterna, se dedicó, patrocinado por el cardenal Giovanni Mercati, al trabajo sobre la historia y a la edición de las Actas del Concilio de Trento. La Wehrmacht ocupó la ciudad entre 1943 y 1944, por lo cual tuvo que refugiarse en el Vaticano sin poder salir de allí.
En 1946 fue nombrado profesor honorario de Historia de la Iglesia en la Facultad Teológica Católica en Bonn, y en 1949, regresó a Alemania al ser nombrado como profesor de planta fija en dicha universidad, se desempeñó en ese trabajo durante dieciséis años.
Durante el Concilio Vaticano II (1962-1965), Jedin tomó parte entre los peritos, es decir, aquellos expertos que eran consultados como teólogos antes de la apertura de una comisión preparatoria.
En 1973, por iniciativa del Instituto Trentino di Cultura Hubert Jedin, junto a Paolo Prodi, funda el Instituto Histórico Italiano Alemán (ISIG).

## Pensamiento

### La historia de la Iglesia
La visión de la Historia de la Iglesia de Jedin, se puede apreciar leyendo la introducción del Manual de Historia de la Iglesia, donde el autor define la misma como una disciplina eclesiástica, que aunque tiene un objeto y un método, que le dan su carácter científico, no puede prescindir de ser al fin de cuentas una «historia de la salvación».

### Reforma católica
Jedin es considerado como el historiador de la Iglesia católica que más ha trabajado por la aceptación del concepto de «Reforma católica» en vez del concepto común de «Contrarreforma», consagrando la mayor parte de sus estudios a definirlo y a ilustrar el Concilio de Trento, como una obra propia de reforma de la Iglesia y no de respuesta contra la Reforma protestante. Según Jedin la «Contrarreforma», como respuesta a la reforma protestante, es un aspecto de un movimiento mucho más grande e iniciado ya mucho antes que Martín Lutero, que hunde sus raíces en el evangelismo católico y una serie de movimientos de reforma, dentro de la Iglesia católica, y que los historiadores modernos y contemporáneos prefieren llamar como «Reforma católica».

## Obras
Entre las obras de Hubert Jedin se cuentan más de setecientos títulos, que incluyen unos cuarenta libros y 250 artículos en revistas. Los títulos más destacados son:
- Breve historia de los concilios
- Historia del Concilio de Trento
- Introducción a la historia de la Iglesia
- ¿Reforma católica o contrarreforma?

Además de la coedición y coordinación del Manual de Historia de la Iglesia.